# Waitby
Waitby – osada w Anglii, w Kumbrii, w dystrykcie (unitary authority) Westmorland and Furness. Leży 60 km na południowy wschód od miasta Carlisle i 362 km na północny zachód od Londynu. W 2001 miejscowość liczyła 60 mieszkańców.